# Banánfajok listája

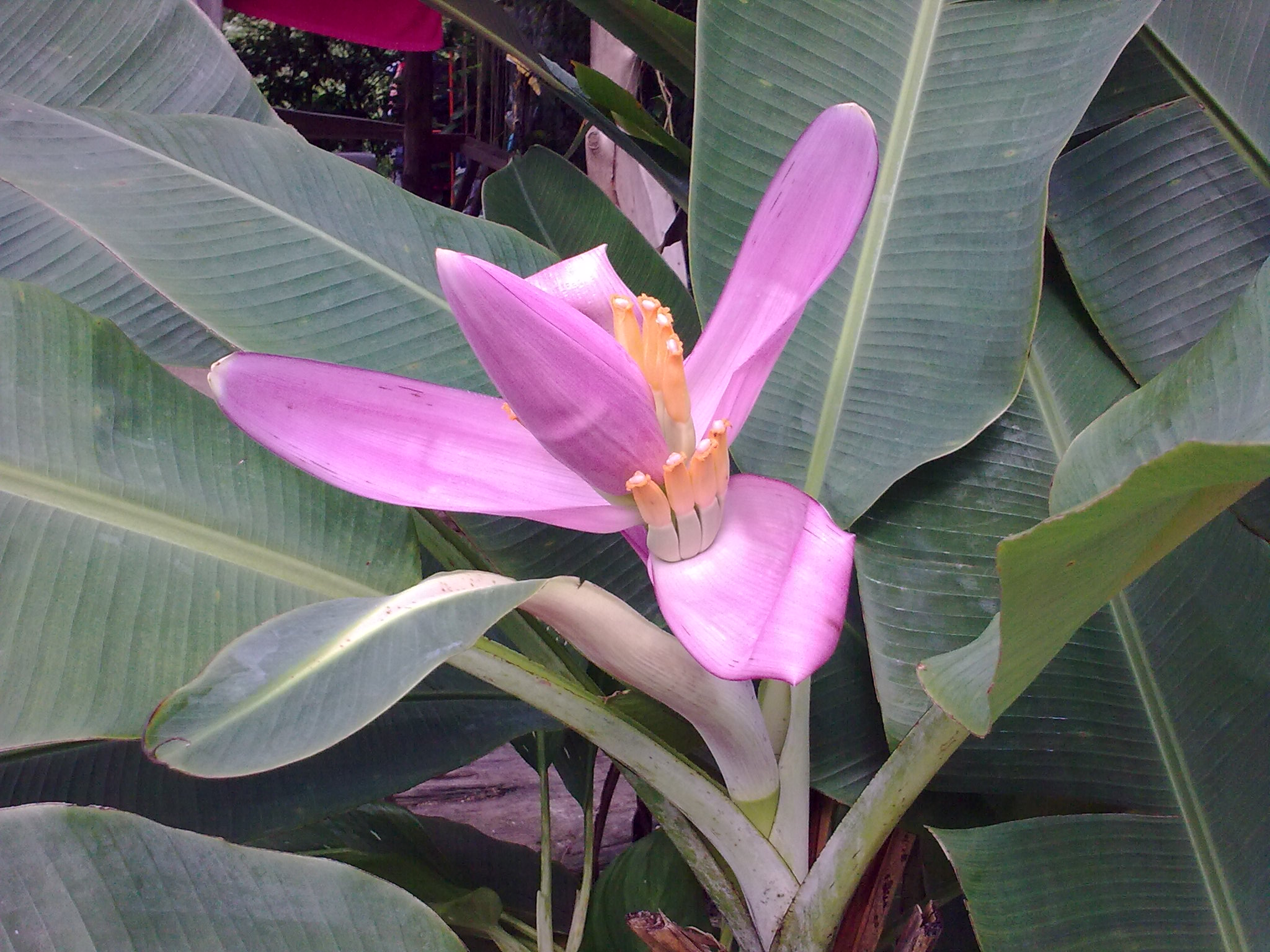
Musa ornata

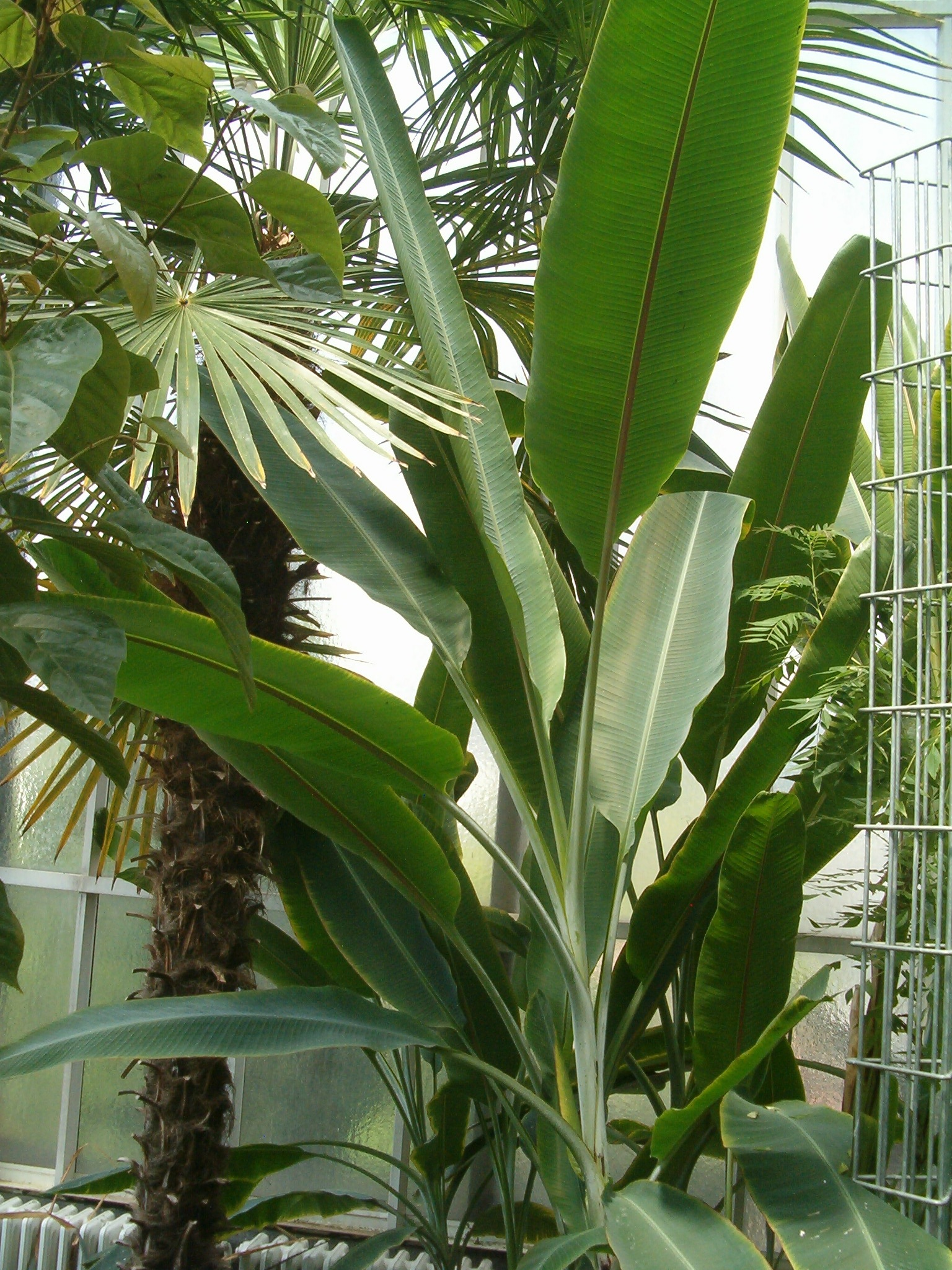
Musa textilis

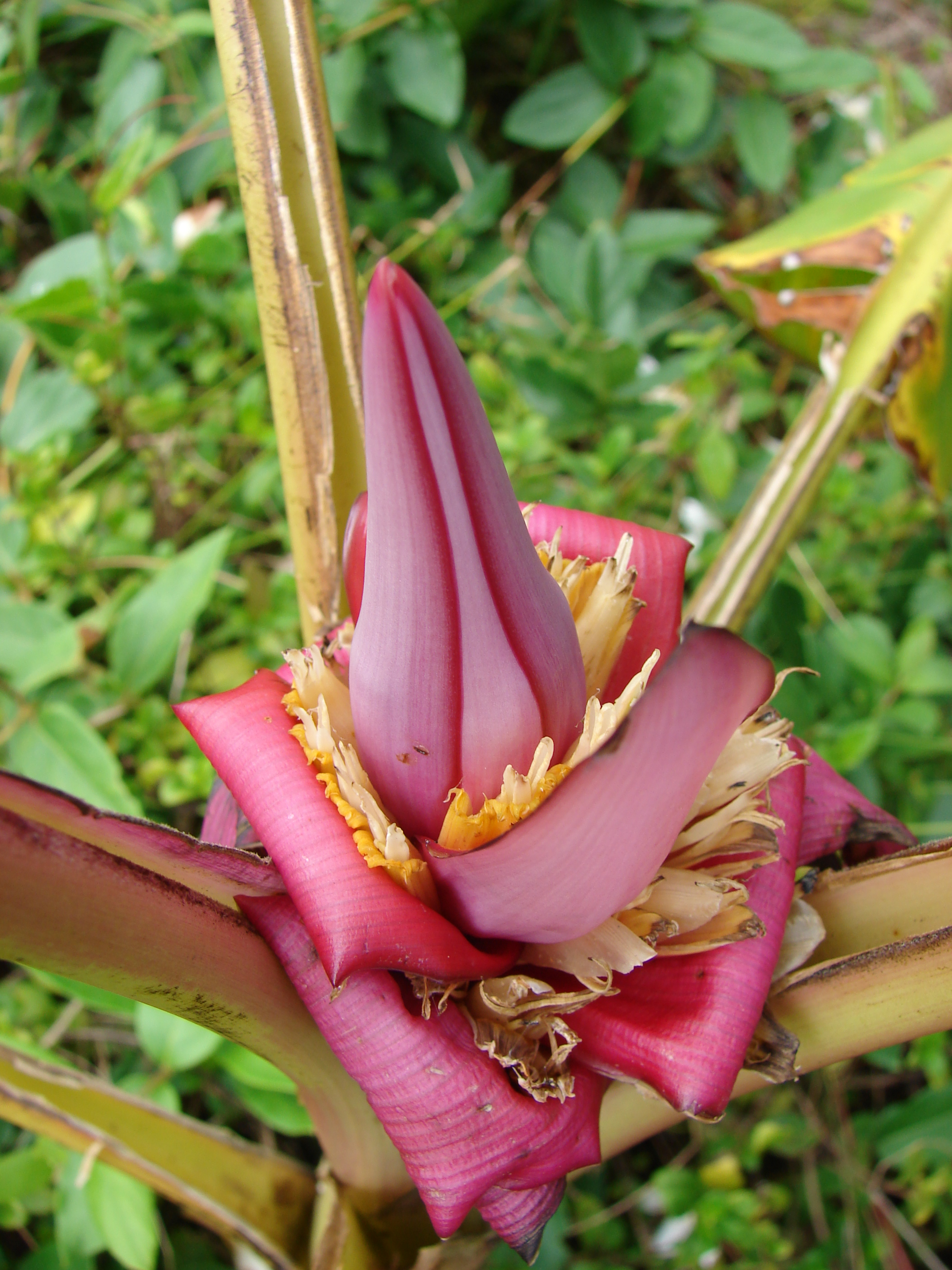
Musa velutina

A banán (Musa) az egyszikűek (Liliopsida) osztályának gyömbérvirágúak (Zingiberales) rendjébe, ezen belül a banánfélék (Musaceae) családjába tartozó nemzetség.

## A fajok felsorolása
A banánok nemzetségébe az alábbi 72 faj és hibrid tartozik. Meglehet, hogy a lista nem teljes:
- törpe banán (Musa acuminata) Colla, Mem. Reale Accad. Sci. Torino 25: 394 (1820).
- Musa × alinsanaya R.V.Valmayor, Philipp. Agric. Sci. 87: 117 (2004).
- Musa arfakiana Argent, Gard. Bull. Singapore 61: 243 (2010).
- Musa aurantiaca G.Mann ex Baker, Ann. Bot. (Oxford) 7: 222 (1893).
- Musa azizii Häkkinen, Acta Phytotax. Geobot. 56: 29 (2005).
- Musa balbisiana Colla, Mem. Reale Accad. Sci. Torino 25: 384 (1820).
- Musa banksii F.Muell., Fragm. 4: 132 (1864).
- Musa barioensis Häkkinen, Acta Phytotax. Geobot. 57: 57 (2006).
- Musa basjoo Siebold & Zucc. ex Iinuma, Somoku-Dzusetsu, ed. 2: 3, t. 1 (1874).
- Musa bauensis Häkkinen & Meekiong, Syst. Biodivers. 2: 170 (2004).
- Musa beccarii N.W.Simmonds, Kew Bull. 14: 200 (1960).
- Musa boman Argent, Notes Roy. Bot. Gard. Edinburgh 35: 108 (1976).
- Musa borneensis Becc., Nelle Forest. Borneo: 622 (1902).
- Musa bukensis Argent, Notes Roy. Bot. Gard. Edinburgh 35: 101 (1976).
- Musa campestris Becc., Nelle Forest. Borneo: 622 (1902).
- Musa celebica Warb. ex K.Schum. in H.G.A.Engler (ed.), Pflanzenr., IV, 45: 22 (1900).
- Musa cheesmanii N.W.Simmonds, Kew Bull. 11: 479 (1956 publ. 1957).
- Musa chunii Häkkinen, J. Syst. Evol. 47: 87 (2009).
- Musa coccinea Andrews, Bot. Repos. 1: t. 47 (1799).
- Musa exotica R.V.Valmayor, Philipp. Agric. Sci. 87: 117 (2004).
- Musa fitzalanii F.Muell., Fragm. 9: 188 (1875).
- Musa gracilis Holttum, Kew Bull. 5: 154 (1950).
- Musa griersonii Noltie, Edinburgh J. Bot. 51: 171 (1994).
- Musa haekkinenii N.S.Lý & Haev., Phytotaxa 75: 35 (2012).
- Musa hirta Becc., Nelle Forest. Borneo: 624 (1902).
- Musa ingens N.W.Simmonds, Kew Bull. 14: 198 (1960).
- Musa insularimontana Hayata, Icon. Pl. Formosan. 3: 194 (1913).
- Musa itinerans Cheesman, Kew Bull. 4: 23 (1949).
- Musa jackeyi W.Hill, Rep. Brisbane Bot. Gard.: 7 (1874).
- Musa johnsii Argent, Gard. Bull. Singapore 53: 1 (2001).
- Musa juwiniana Meekiong, Ipor & Tawan, Folia Malaysiana 9: 110 (2008).
- Musa kattuvazhana K.C.Jacob, Monogr. Madras Bananas: 129 (1952).
- Musa lanceolata Warb. ex K.Schum. in H.G.A.Engler (ed.), Pflanzenr., IV, 45: 19 (1900).
- Musa laterita Cheesman, Kew Bull. 4: 265 (1949).
- Musa lawitiensis Nasution & Supard., Bul. Kebun Raya 8: 128 (1998).
- Musa lokok Geri & Ng, Gard. Bull. Singapore 57: 279 (2005).
- Musa lolodensis Cheesman, Kew Bull. 5: 27 (1950).
- Musa lutea R.V.Valmayor, L.D.Danh & Häkkinen, Philipp. Agric. Sci. 87: 116 (2004).
- Musa maclayi F.Muell. ex Mikl.-Maclay, Proc. Linn. Soc. New South Wales 10: 355 (1885).
- Musa mannii H.Wendl. ex Baker in J.D.Hooker, Fl. Brit. India 6: 263 (1892).
- Musa monticola M.Hotta ex Argent, Gard. Bull. Singapore 52: 206 (2000).
- Musa muluensis M.Hotta, J. Jap. Bot. 42: 345 (1967).
- Musa nagensium Prain, J. Asiat. Soc. Bengal, Pt. 2, Nat. Hist. 73: 21 (1904).
- Musa ochracea K.Sheph., Kew Bull. 17: 461 (1964).
- Musa ornata Roxb., Fl. Ind. 2: 488 (1824).
- Musa paracoccinea A.Z.Liu & D.Z.Li, Bot. Bull. Acad. Sin. 43: 77 (2002).
- Musa × paradisiaca L., Sp. Pl.: 1043 (1753). - típusfaj
- Musa peekelii Lauterb., Bot. Jahrb. Syst. 50: 306 (1913).
- Musa rosea Baker, Ann. Bot. (Oxford) 7: 221 (1893).
- Musa rubinea Häkkinen & C.H.Teo, Folia Malaysiana 9: 24 (2008).
- Musa rubra Wall. ex Kurz, J. Agric. Soc. India 14: 301 (1867).
- Musa sakaiana Meekiong, Ipor & Tawan, Folia Malaysiana 6: 132 (2005).
- Musa salaccensis Zoll. ex Backer, Handb. Fl. Java 3: 133 (1924).
- Musa sanguinea Hook.f., Bot. Mag. 98: t. 5975 (1872).
- Musa schizocarpa N.W.Simmonds, Kew Bull. 11: 474 (1956 publ. 1957).
- Musa serpentina Swangpol & Somana, Thai Forest Bull., Bot. 39: 32 (2011).
- Musa shankarii Subba Rao & Kumari, Fl. Visakhapatnam Distr. 2: 266 (2008).
- Musa siamensis Häkkinen & Rich.H.Wallace, Folia Malaysiana 8: 62 (2007).
- Musa sikkimensis Kurz, J. Agric. Soc. India, n.s., 5: 164 (1878).
- Musa splendida A.Chev., Rev. Bot. Appl. Agric. Trop. 14: 517 (1934).
- Musa textilis Née, Anales Ci. Nat. 4: 123 (1801).
- Musa thomsonii (King ex Baker) A.M.Cowan & Cowan, Trees N. Bengal: 135 (1929).
- Musa tonkinensis R.V.Valmayor, L.D.Danh & Häkkinen, Philipp. Agric. Sci. 88: 240 (2005).
- Musa troglodytarum L., Sp. Pl. ed. 2: 1478 (1763).
- Musa tuberculata M.Hotta, J. Jap. Bot. 42: 347 (1967).
- Musa velutina H.Wendl. & Drude, Gartenflora 24: 65 (1875), nom. cons.
- Musa violascens Ridl., Trans. Linn. Soc. London, Bot. 3: 384 (1893).
- Musa viridis R.V.Valmayor, L.D.Danh & Häkkinen, Philipp. Agric. Sci. 87: 115 (2004).
- Musa voonii Häkkinen, Acta Phytotax. Geobot. 55: 80 (2004).
- Musa zaifui Häkkinen & H.Wang, Nordic J. Bot. 26: 43 (2008).
- Musa yamiensis C.L.Yeh & J.H.Chen, Gard. Bull. Singapore 60: 167 (2008).
- Musa yunnanensis Häkkinen & H.Wang, Novon 17: 441 (2007).